# Cantó de Saint-Nom-la-Bretèche
El cantó de Saint-Nom-la-Bretèche és un antic cantó francès del departament d'Yvelines, que estava situat al districte de Saint-Germain-en-Laye. Comptava amb 8 municipis i el cap era Saint-Nom-la-Bretèche.
Va desaparèixer al 2015 i el seu territori es va dividir entre el cantó de Saint-Cyr-l'École, el cantó de Verneuil-sur-Seine, el cantó de Le Chesnay i el cantó de Saint-Germain-en-Laye.

## Municipis
- Bailly
- Chavenay
- L'Étang-la-Ville
- Feucherolles
- Noisy-le-Roi
- Rennemoulin
- Saint-Nom-la-Bretèche
- Villepreux

## Història
| Data d'elecció                           | Identitat       | Partit                                 | Qualitat |
| ---------------------------------------- | --------------- | -------------------------------------- | -------- |
| 1967-1970                                | René Croset     | PSU                                    |          |
| 1970-1994                                | Robert Brame    | UDR, després RPR                       |          |
| 1994-2008                                | Colette Le Moal | Divers droite, després UDF, després NC |          |
| 2008-                                    | Michel Colin    | NC                                     |          |
| les dades anteriors no són pas conegudes |                 |                                        |          |
|                                          |                 |                                        |          |

## Demografia
| A partir de 1990: Població sense dobles comptes |